# ایلبسهایم
ایلبسهایم (به آلمانی: Ilbesheim) یک شهر در آلمان است که در دنرسبرگکرایس واقع شده‌است. ایلبسهایم ۵۰۶ نفر جمعیت دارد.